# Paul Émile Léon Perboyre
 (mars 2025).
La mise en forme du texte ne suit pas les recommandations de Wikipédia : il faut le « wikifier ».
Les points d'amélioration suivants sont les cas les plus fréquents. Le détail des points à revoir est peut-être précisé sur la page de discussion.
- Les titres sont pré-formatés par le logiciel. Ils ne sont ni en capitales, ni en gras.
- Le texte ne doit pas être écrit en capitales (les noms de famille non plus), ni en gras, ni en italique, ni en « petit »…
- Le gras n'est utilisé que pour surligner le titre de l'article dans l'introduction, une seule fois.
- L'italique est rarement utilisé : mots en langue étrangère, titres d'œuvres, noms de bateaux, etc.
- Les citations ne sont pas en italique mais en corps de texte normal. Elles sont entourées par des guillemets français : « et ».
- Les listes à puces sont à éviter, des paragraphes rédigés étant largement préférés. Les tableaux sont à réserver à la présentation de données structurées (résultats, etc.).
- Les appels de note de bas de page (petits chiffres en exposant, introduits par l'outil «  Source ») sont à placer entre la fin de phrase et le point final[comme ça].
- Les liens internes (vers d'autres articles de Wikipédia) sont à choisir avec parcimonie. Créez des liens vers des articles approfondissant le sujet. Les termes génériques sans rapport avec le sujet sont à éviter, ainsi que les répétitions de liens vers un même terme.
- Les liens externes sont à placer uniquement dans une section « Liens externes », à la fin de l'article. Ces liens sont à choisir avec parcimonie suivant les règles définies. Si un lien sert de source à l'article, son insertion dans le texte est à faire par les notes de bas de page.
- La présentation des références doit suivre les conventions bibliographiques. Il est recommandé d'utiliser les modèles {{Ouvrage}}, {{Chapitre}}, {{Article}}, {{Lien web}} et/ou {{Bibliographie}}. Le mode d'édition visuel peut mettre en forme automatiquement les références.
- Insérer une infobox (cadre d'informations à droite) n'est pas obligatoire pour parachever la mise en page.

Pour une aide détaillée, merci de consulter Aide:Wikification.
Si vous pensez que ces points ont été résolus, vous pouvez retirer ce bandeau et améliorer la mise en forme d'un autre article.
Pour les articles homonymes, voir Perboyre.
Paul Émile Léon Perboyre est né à Horbourg, près de Colmar, en Alsace, le 12 juin 1851, et mort à Paris le 31 mars 1929,. Il est né dans une famille de militaires : son père commandait un régiment d'artillerie. Il étudia à l'École des Beaux-Arts de Paris, où il fut élève du portraitiste Léon Bonnat, il se forma également auprès de Tony Robert-Fleury, Francisco Domingo et Édouard Detaille.
Perboyre commença à exposer au Salon de Paris de 1881 à 1914, obtenant une mention honorable en 1908, et devint membre de la Société des Artistes Français en 1909. Spécialisé dans les peintures militaires, il représenta de nombreuses scènes des guerres napoléoniennes, de la guerre franco-prussienne et de la Première Guerre mondiale. Il exposa également à la Grosvenor Gallery et à l'Institut des Beaux-Arts de Glasgow.
Son travail, marqué par le naturalisme et le réalisme, se distingue par son amour du détail. Il s'intéressa également à la peinture de genre, décrivant avec délicatesse la vie parisienne du début du XXe siècle. Sa renommée repose sur ses nombreuses scènes de batailles, notamment napoléoniennes, qu’il rendit sa spécialité. Avec un style classique mais dynamique, il parvint à magnifier le sentiment patriotique à travers la gloire de l’Empereur. Ses œuvres incluent des représentations de batailles, de revues militaires, ainsi que des portraits de Napoléon et de ses maréchaux et généraux.

## Œuvres

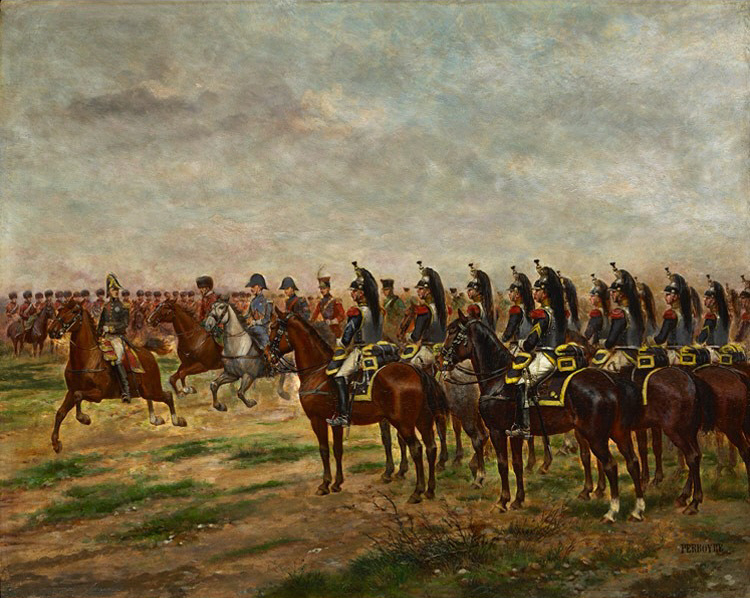
Avant la bataille
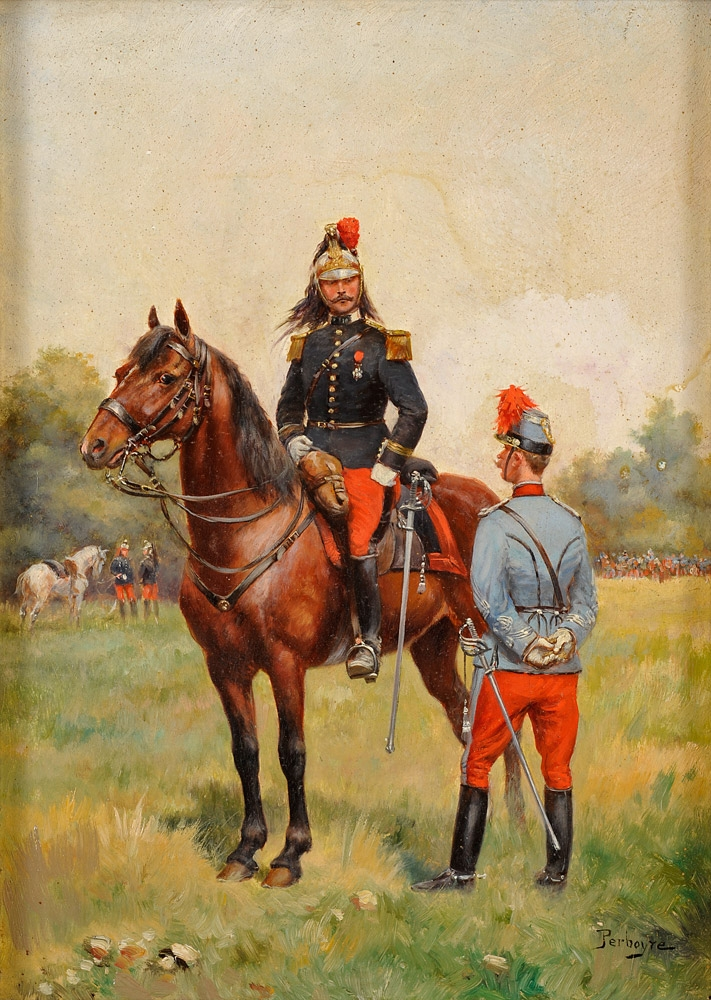
Militaire
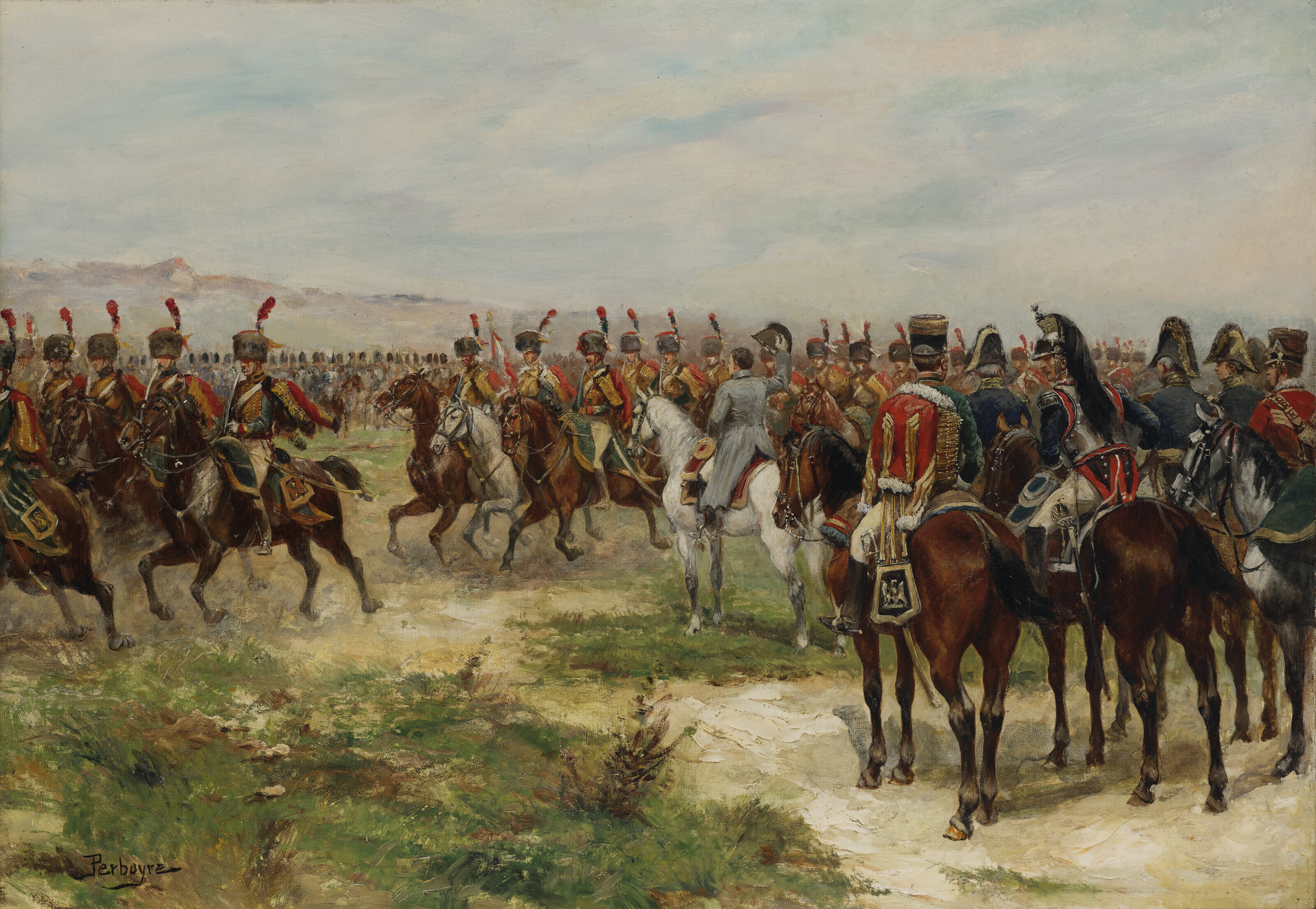
Bataille
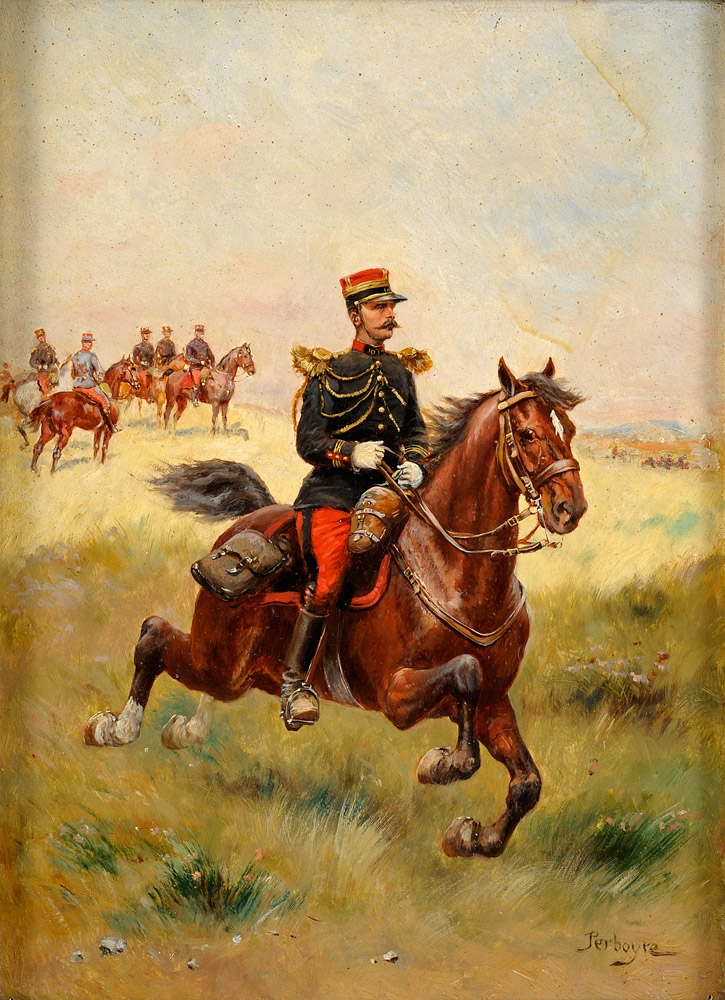
Hussard à cheval
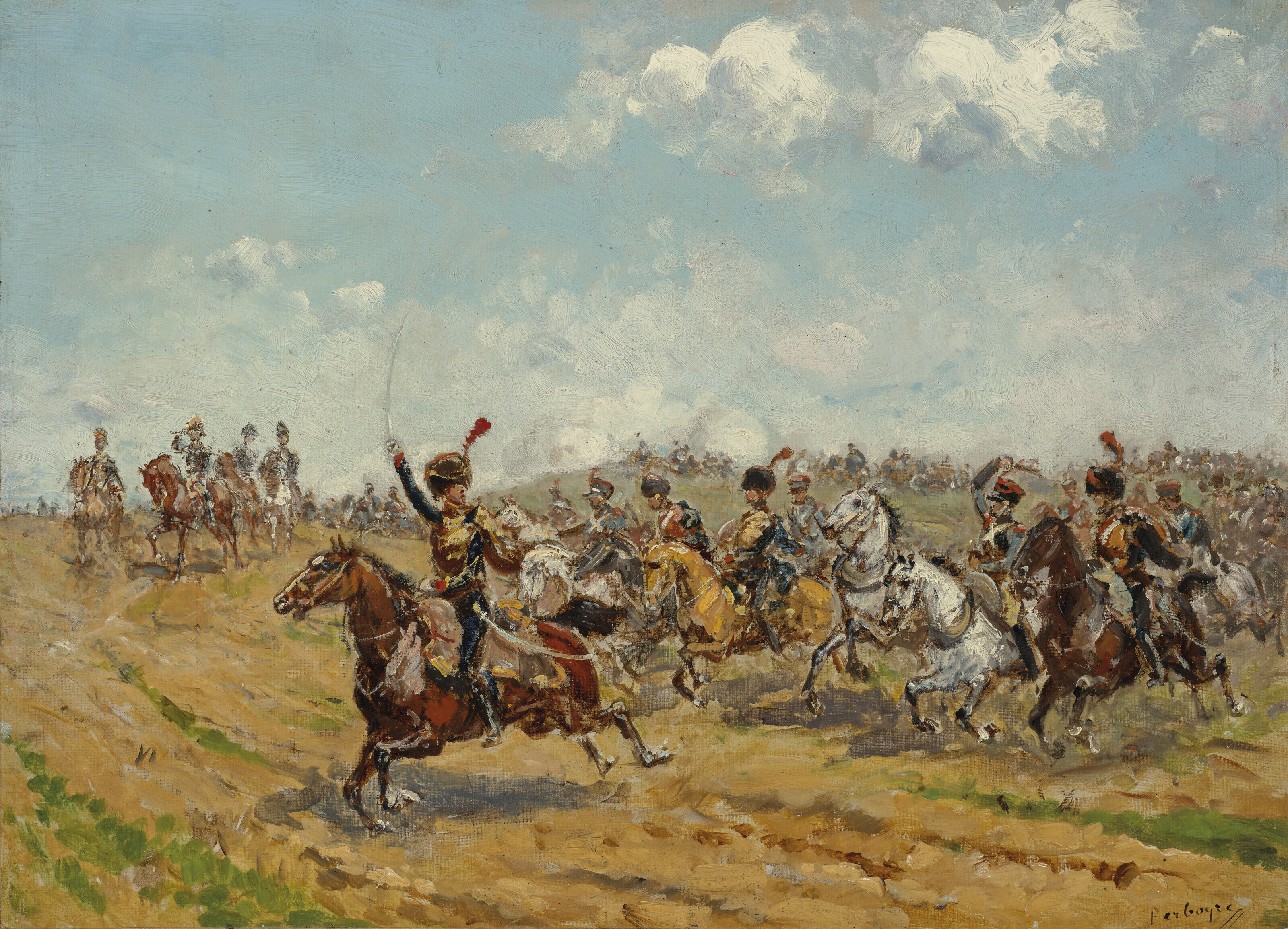
Charge de cavalerie
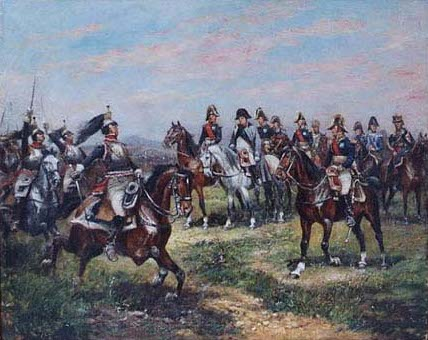
Cuirassier à Essling
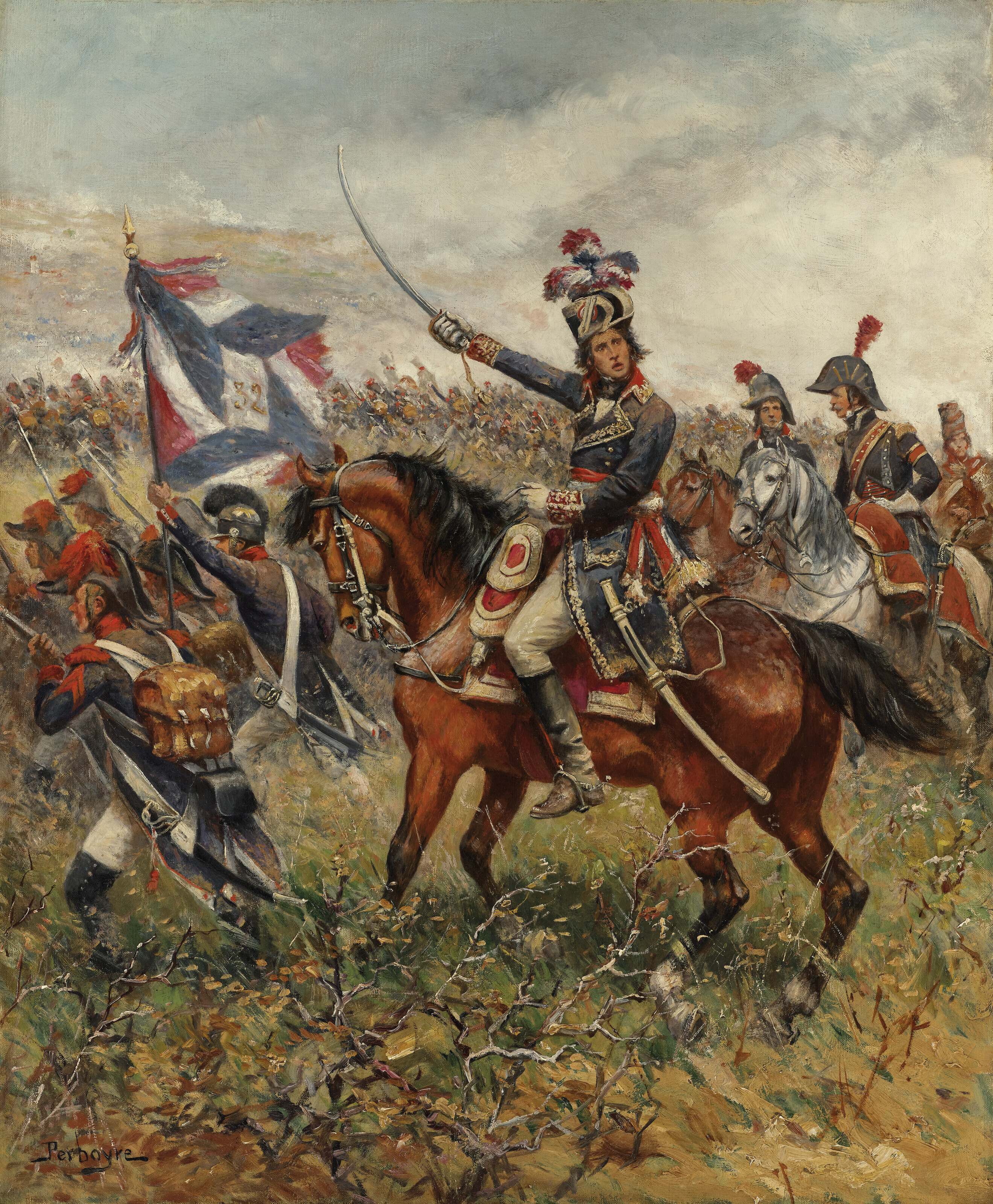
Napoléon sur le champs de bataille